# Moro (Simó Gómez)
Moro és una pintura sobre taula feta per Simó Gómez Polo durant la segona meitat del segle xix i que es troba conservada actualment a la Biblioteca Museu Víctor Balaguer, amb el número de registre 1658 d'ençà que va ingressar el 1956, formant part de l'anomenat llegat 1956, un conjunt d'obres provinents de la col·lecció Lluís Plandiura-Victòria González.

## Descripció
Home assegut sobre un banc amb el cap cot i fumant amb pipa. Va vestit amb la tradicional vestimenta àrab de color blanc i duu el cap mig cobert. 	

## Inscripció
Al quadre, es pot llegir la inscripció Gómez (inferior dret); al darrere: Simó Gómez / 1845-1880 / 24; al darrere: Lluis Rigalt / 1814-1894 /1 Pochades / MF / París.